# فرانسيس أرنولد
فرانسيس أرنولد (بالإنجليزية: Frances Arnold) (و. 1956 – م) هي عالمة كيمياء حيوية، ومهندسة، وأستاذة جامعية من الولايات المتحدة الأمريكية . وهي عضوة في الأكاديمية الوطنية للعلوم، والأكاديمية الأمريكية للفنون والعلوم، والأكاديمية الوطنية للهندسة. حازت فرانسيس أرنولد برفقة جورج سميث وغريغوري وينتر على جائزة نوبل في الكيمياء سنة 2018 لأبحاثهم على البروتينات.

## النشأة والتعليم
أرنولد هي سليلة جوزفين إنمان (واسمها قبل الزواج هو روثو) وعالم الفيزياء النووية ويليام هاورد أرنولد، وهي حفيدة الفريق ويليام هاورد أرنولد. لديها شقيق أكبر منها يدعى بيل، وثلاثة أشقاء أصغر منها: إدوارد، وديفيد، وتوماس. نشأت في ضاحية إيدجوود بمدينة بيتسبرغ، وفي حيي شاديسايد وسكويرل هيل في بيتسبرغ، وتخرجت من مدرسة تايلور ألدردايس الثانوية في المدينة عام 1974. ذهبت أرنولد إلى واشنطن العاصمة متنقلةً بالمركبات التي استوقفتها حين كانت طالبةً خلال المرحلة الثانوية للاحتجاج على حرب فيتنام، وكانت تعيش بمفردها، وعملت كنادلة كوكتيل في أحد نوادي الجاز المحلية وكسائقة سيارة أجرة.
كانت هذه الاستقلالية قد دفعت أرنولد إلى مغادرة منزل طفولتها في سن المراهقة، وأدت أيضًا إلى كثرة تغيبها عن المدرسة وتدني درجاتها. وبالرغم من ذلك، فقد أحرزت درجات شبه كاملة في الاختبارات المعيارية، وعقدت عزمها على الالتحاق بجامعة برنستون، وهي الكلية التي تخرج منها والدها. تقدمت بطلب لدراسة تخصص الهندسة الميكانيكية وقبِلت. كان دافع أرنولد من دراستها الهندسة، حسب ما صرحت في المقابلة التي أجرتها عند نيلها جائزة نوبل: «كانت [الهندسة الميكانيكية] الخيار الأسهل، وأيسر طريق لدخول جامعة برنستون آنذاك، ولم أغادر قط».
في عام 1979، تخرجت أرنولد بدرجة بكالوريوس علوم في اختصاص الهندسة الميكانيكية وهندسة الطيران والفضاء من جامعة برنستون، وهناك انصب تركيزها على أبحاث الطاقة الشمسية. أخذت مقررات دراسية في كل من علم الاقتصاد، واللغة الروسية، واللغة الإيطالية، إلى جانب المواد المطلوبة في تخصصها. كانت تتخيل نفسها كدبلوماسية أو كمديرة تنفيذية، بل فكرت في الحصول على شهادة متقدمة في مجال الشؤون الدولية. أخذت إجازةً لمدة عام من جامعة برنستون بعد سنتها الدراسية الثانية لتسافر إلى إيطاليا، وعملت في معمل لتصنيع قطع المفاعلات النووية، ومن ثم عادت لاستكمال دراستها. باشرت الدراسة في مركز الدراسات البيئية والطاقة التابع لجامعة برنستون لدى عودتها إلى الجامعة. ضم المركز فريقًا من العلماء والمهندسين الذين كانوا تحت إشراف روبرت سوكولو آنذاك، وعملوا على تطوير مصادر للطاقة المستدامة، وهو أحد المواضيع التي غدت محط تركيز في عملها اللاحق.
عملت أرنولد كمهندسة في كوريا الجنوبية والبرازيل بعد تخرجها من برنستون في عام 1979، وعملت في معهد أبحاث الطاقة الشمسية بولاية كولورادو. إذ عملت في معهد أبحاث الطاقة الشمسية (المعروف اليوم بالمختبر الوطني للطاقة المتجددة) على تصميم منشآت للطاقة الشمسية في المناطق النائية، وساعدت في وضع مقالات موقف للأمم المتحدة.
التحقت بعدها بجامعة كاليفورنيا في بركلي، حيث حصلت على درجة دكتوراه في الهندسة الكيميائية عام 1985، وأضحت تولي اهتمامًا بالغًا بمجال الكيمياء الحيوية. كانت أطروحتها، التي أجرتها في مختبر هارفي وارن بلانش، قد تقصت تقنيات التحليل الكروماتوغرافي الانجذابي (الاستشراب الانجذابي). لم يكن لدى أرنولد أي خلفية في الكيمياء قبل أن تتابع مسيرتها للحصول على درجة الدكتوراه في الهندسة الكيميائية. لذا اشترطت عليها لجنة الدراسات العليا التابعة لجامعة كاليفورنيا في بركلي أخذ مقررات جامعية في الكيمياء خلال العام الأول من دراستها التحضيرية للدكتوراه.

## المسيرة المهنية
أكملت أرنولد أبحاث مرحلة ما بعد الدكتوراه في الكيمياء الحيوية الفيزيائية بجامعة بركلي عقب نيلها درجة الدكتوراه. التحقت بمعهد كاليفورنيا للتقانة (كالتيك) لتشغل منصب مساعد زائر عام 1986. ورقيت إلى منصب أستاذ مساعد في العام ذاته، وإلى منصب أستاذ مشارك في عام 1992، وإلى منصب أستاذ كامل في عام 1996. ومنحت لقب أستاذ ديك وباربرا ديكنسون للهندسة الكيميائية والهندسة الحيوية والكيمياء الحيوية في عام 2000. أما منصبها الحالي، تحت مسمى أستاذ لينوس باولينغ للهندسة الكيميائية والهندسة الحيوية والكيمياء الحيوية، فقد تولته في عام 2017. عينت مديرًا لمركز دونا وبنجامين م. روزن للهندسة الحيوية التابع لمعهد كالتيك في عام 2013.
كانت أرنولد عضوًا في مجلس العلوم التابع لمعهد سانتا في خلال الفترة الممتدة من عام 1995 حتى عام 2000. وكانت عضوًا في المجلس الاستشاري لمعهد الطاقة الحيوية المشترك. وترأست أرنولد اللجنة الاستشارية لبرنامج زمالات باكارد في مجالي العلوم والهندسة. وكانت عضوًا في المجلس الاستشاري لرئيس جامعة الملك عبد الله للعلوم والتقنية (كاوست). وكانت عضوًا في لجنة تحكيم جائزة الملكة إليزابيث للهندسة، وعملت مع برنامج التبادل العلمي والترفيهي التابع للأكاديمية الوطنية للعلوم بهدف مساعدة كتاب السيناريو في هوليوود على تصوير المواضيع العلمية بدقة.
انتُخبت أرنولد عضوًا في الأكاديمية الوطنية للهندسة في عام 2000، تقديرًا لدمجها أساسيات علم الأحياء الجزيئي، وعلم الوراثة، والهندسة الحيوية، بما يخدم العلوم الحياتية والصناعة.
سجلت أرنولد ما يزيد عن أربعين براءة اختراع أمريكية بصفتها مخترعةً مشاركةً. وأسهمت في تأسيس شركة غيفو، وهي شركة متخصصة في إنتاج الوقود والمواد الكيميائية من الموارد المتجددة في عام 2005. وفي عام 2013، أسست مع اثنين من طلبتها السابقين، وهما بيتر ماينهولد وبيدرو كويلو، شركة بروفيفي التي تعنى بالبحث عن بدائل للمبيدات الحشرية بهدف حماية المحاصيل. وقد كانت أرنولد عضوًا في مجلس إدارة شركة إلومينا المتخصصة في مجال الجينوميات منذ عام 2016.
عينت في مجلس إدارة شركة ألفابت في عام 2019، مما جعل أرنولد ثالث امرأة تتولى منصب مدير في الشركة الأم لجوجل.
عينت كرئيسة خارجية مشاركة في مجلس مستشاري جو بايدن للعلوم والتكنولوجيا في شهر يناير من عام 2021. وعملت مع فريق بايدن الانتقالي للمساعدة في انتقاء علماء لتولي أدوار في الإدارة. وقالت إن مهمتها الرئيسية الآن هي المساعدة في اختيار أعضاء إضافيين للمجلس، والشروع في وضع أجندة علمية للمجموعة. وقد صرحت قائلةً: «ينبغي علينا أن نعيد ترسيخ أهمية العلم في صنع السياسات وصناعة القرار في مفاصل الحكومة. وعلينا أن نعيد ترسيخ ثقة الشعب الأمريكي في العلم... أعتقد أن بوسع المجلس الاضطلاع بدور مفيد في ذلك.»

## الحياة الشخصية
تعيش أرنولد في بلدة لا كانيادا فلينتريدج بولاية كاليفورنيا. وقد كانت متزوجة من جيمس إي. بيلي خلال الفترة الممتدة من عام 1987 حتى عام 1991. توفي الأخير لاحقًا جراء إصابته بمرض السرطان في عام 2001. أنجب الزوج ابنًا يدعى جيمس هاورد بيلي (مواليد عام 1990). أما ابن زوجها، شون بيلي، فهو منتج أفلام وبرامج تلفزيونية أمريكي. وقد شغل منصب رئيس قسم الإنتاج السينمائي في استديوهات والت ديزني منذ تعيينه عام 2010. شخِصت أرنولد بسرطان الثدي في عام 2005، وخضعت لعلاج استمر مدة 18 شهرًا.
كانت أرنولد في علاقة زواج عرفي مع عالم الفيزياء الفلكية في معهد كالتيك، أندرو إي. لانج، بدءًا من عام 1994، وقد أنجبا ابنين، هما ويليام أندرو لانج (1995)، وجوزيف إنمان لانج (1997). أقدم لانج على الانتحار في عام 2010، وفارق ابنهما ويليام لانج أرنولد الحياة على إثر حادث في عام 2016. وتوفي والدها المدعو ويليام هاورد أرنولد في عام 2015.
تشمل هواياتها السفر، والغوص، والتزلج على الثلج، وركوب الدراجات النارية على الطرق الوعرة، والتجوال.

## جوائز
حصلت على جوائز منها:
- ميدالية غارفان أولين [الإنجليزية]‏ (2005)
- قلادة العلوم الوطنية الأمريكية في مجال التكنولوجيا والإبتكار
- جائزة الألفية للتكنلوجيا
- جائزة تشارلز ستارك درابر
- جائزة اتحاد الجمعيات الأمريكية لعلم الأحياء التجريبي للتميز في العلوم [الإنجليزية]‏.
- جائزة نوبل في الكيمياء 2018 [33]

## روابط خارجية
- فرانسيس أرنولد على موقع مونزينجر (الألمانية)